# موريس وليامز (سياسي)
موريس وليامز (بالإنجليزية: Morris Williams)‏ هو سياسي أسترالي، ولد في 10 أبريل 1924، وتوفي في 28 أكتوبر 1995. انتخب عضو الجمعية التشريعية فيكتوريا.